# Клименко Володимир Олександрович (банкір)
Клименко Володимир Олександрович — голова наглядової ради Публічного акціонерного товариства Українська інноваційна компанія (ПАТ «Укрінком», в минулому Публічне акціонерне товариство «Український інноваційний банк» — ПАТ «Укрінбанк»), співзасновник Благодійного фонду «Сила Єдності».

## Біографія
Володимир Олександрович Клименко народився 29 липня 1958 року в Україні, у місті Луганську. Громадянин України, постійно проживає в Україні.
Середню освіту отримав у Луганській середній школі № 25, яку закінчив 1975 року.
1980 року закінчив з відзнакою Ворошиловградський машинобудівний інститут за спеціальністю «Технологія машинобудування, металорізальні верстати та інструменти», отримав кваліфікацію інженера-механіка.
У період трудової діяльності в 1992 році закінчив Аспірантуру Інституту молоді (м. Москва), а 2001 року — Київський національний університет імені Тараса Шевченка за спеціальністю «Фінанси», отримавши кваліфікацію економіста.
Безпартійний, в політичних партіях не перебував з 1991 року.
Сімейний стан — одружений, має двох доньок.

## Трудова діяльність
Трудову діяльність Володимир Клименко розпочав у 1980 році молодшим науковим співробітником кафедри технології машинобудування Ворошиловградського машинобудівного інституту.
- З 1980 по 1982 рік проходив строкову військову службу в армії.
- З 1982 по 1991 рік працював на виборних посадах у комсомольських організаціях.
- З 1991 по 1992 рік — директор спільного підприємства Центра молодіжного співробітництва «Київський колегіум».
- З 1993 по 2000 рік — директор Представництва в Україні фірми «RAFAKO» (Польща).
- З 2000 по 2001 рік — заступник Голови Правління Акціонерного банку «Кліринговий Дім».
- З 2001 по 2007 рік — заступник, перший заступник Голови Правління Акціонерного банку «БРОКБІЗНЕСБАНК».
- З 2007 по 2010 рік — Голова Ради директорів ТОВ «ЕНЕРГЕТИЧНА ГРУПА».
- З 2010 по 2013 рік — Голова Правління ПАТ «Укрінбанк»
- З 2013 року по  — Голова Наглядової Ради ПАТ «Укрінбанк», потім ПАТ «Укрінком».

## Голова Укрінбанку— Укрінкому
На посаді Голови наглядової ради Публічного акціонерного товариства Українська інноваційна компанія (ПАТ «Укрінком», в минулому Публічного акціонерного товариства «Український інноваційний банк» — ПАТ «Укрінбанк») Олександр Клименко втілює головну ціль ПАТ Укрінком — повернення в банківську діяльність.
Станом на початок 2019, ПАТ «Укрінком», всупереч перешкодам, які чинить Фонд гарантування вкладів фізичних осіб, уже виплатив більш ніж 1,1 мрлд. грн., залишилось 400 млн грн[джерело?].

## Соціальна відповідальність
Завдяки сприянню та підтримці Володимира Клименка на Київщині, у селі Жорнівка збудовано та відкрито Хрестовоздвиженський храм.
З 2014 року Володимир Клименко та ПАТ «Укрінбанк» підтримують МКФ «Молодість».
Завдяки Володимиру Клименку, з 2010 року започатковано стипендії для учнів та вчителів УГЛ (Київ), СШ № 25 (м. Луганськ), студентам з Тернопільщини, що навчаються у Київських вузах.
За його підтримки організовано виставки робіт українських художників Володимира Слєпченка, Георгія Зайченка.
Ініціював соціальний проект «Зробимо разом», який підтримано мером Києва Віталієм Кличком. Метою даного проекту є об'єднання зусиль київської влади та великого, середнього й малого бізнесу, фізичних осіб у благоустрої столиці України.
Клименко є співзасновником БФ «Сила Єдності», що є правонаступником БФ «Галичина-Волинь», заснованого 2012 року.

## Відзнаки
- «Заслужений економіст України»,
- «Заслужений дорожник України»,
- Ордени Святого рівноапостольного князя Володимира Великого I та ІІІ ступенів.

## Нагороди та досягнення
- Указом Президента України від 23 лютого 2010 Володимиру Клименку присвоєне звання «Заслуженого економіста України[8]».
- Наказом по Державному агентству автомобільних доріг від 17 листопада 2011 року нагороджено знаком «Почесний дорожник».
- Тернопільська обласна державна адміністрація назвала Володимира Клименка «Кращим інвестором 2012 року».
- В 2015 році отримав почесну грамоту від Академії наук Вищої освіти України за вагомий особистий внесок у розвиток освіти та науки.
- В 2010 році отримав подяку від Державного агентства України з питань кіно за підтримку Київського міжнародного кінофестивалю «Молодість»[9].
- «Укрінбанк» Володимира Клименка в 2013 році отримав нагороди від профільного видання «Банкір», як переможець в категоріях «Банк — лідер надійності депозитів юридичних осіб» та «Кращий банк за депозитними програмами для населення». В 2014 — нагороди «Найбільш клієнтоорієнтований банк» та «Банк, що зберіг високий рівень довіри клієнтів». В 2012 — нагороду «Банк з високим рівнем соціальної відповідальності».